# Duroc
Duroc AB är ett svenskt industrikonglomerat, som förvärvar och utvecklar industri- och handelsföretag.
Duroc grundades 1987 för att kommersiellt exploatera laserytförädlingsteknologi från Luleå tekniska högskola, som att laser-hårdgöra hästskor. Durocs aktie är sedan 1996 noterad på Stockholmsbörsen.

## Historik
- År 1997 köptes Statens Järnvägars verkstad för hjulunderhåll i Luleå, senare Duroc Rail.
- År 2017 förvärvades fibertillverkaren International Fibres Group, varmed företagets årsomsättning ökade från cirka 400 miljoner kr till omkring 2,2 miljarder kronor. Samma året köptes nuvarande IFG Creso i Belgien, som arbetar med klimatkontroll och energieffektivitet.
- År 2017 förvärvades International Fibres Group 2017, varvid det blev en internationell industrikoncern.
- År 2018 förvärvades dieselmotordistributören Universal Power Nordic.
- År 2019 förvärvades  maskintillverkaren Herber Engineering (rörbockningsmaskiner) och företagsgruppen Cotting, bestående av det franska bolaget Griffine Enduction och det belgiska bolaget Plastibert & Cie, vilka bägge utför beläggning av textilier.
- År 2023 förvärvade LKAB 49 procent av dotterbolaget Duroc Rail.[3]